# Otto Greiffenhagen
Otto Greiffenhagen (* 20. Juni 1871 in Reval; † 10. Juni 1938 in Hameln) war ein deutschbaltischer Historiker und Archivar.

## Leben
Otto Greiffenhagen war ein Sohn des deutschbaltischen Politikers und Journalisten Wilhelm Greiffenhagen.
Er besuchte bis 1889 das Gouvernementsgymnasium in Reval (heute: Tallinn) und studierte dann bis 1897 Geschichte, Germanistik und Geographie an der Kaiserlichen Universität Dorpat und der Universität Bonn. Von 1900 bis 1934 leitete er als Stadtarchivar das Stadtarchiv Reval, außerdem wirkte er von 1919 bis 1923 als Lehrer an verschiedenen Schulen in seiner Stadt. In der Zeit von 1922 bis 1936 war er Präsident der Estnischen literarischen Gesellschaft, außerdem gab er die Beiträge zur Kunde Estlands (1912–1917 und 1927–1931) heraus. 
Greiffenhagen veröffentlichte zahlreiche Arbeiten zur Geschichte Estlands und seiner Heimatstadt Reval.

## Schriften
- Revaler Stadtmusikanten in alter Zeit. Ein Kapitel aus der baltischen Kulturgeschichte. In: Baltische Monatsschrift, Bd. 45 (1903), S. 97–115.
- Bruchstücke einer geistlichen niederdeutschen Dichtung im Revaler Stadtarchiv. In: Beiträge zur Kunde Ehst-, Liv- und Kurlands, Bd. 6 (1907), S. 357–375.
- (mit Theodor Kirchhofer): Verzeichnis der in zwei Revaler Bibliotheken und im Stadtarchiv vorhandenen Inkunabeln. In: Beiträge zur Kunde Ehst-, Liv- und Kurlands, Bd. 7 (1910), S. 64–85.
- Zur Geschichte des Revaler Vereins für Kammermusik (1888–1913). Mickwitz, Reval 1913.

- Zur Entwicklungsgeschichte des baltischen Literatenstandes. In: Deutsche Monatsschrift für Rußland der Baltischen Monatsschrift, Bd. 56 (1914), S. 819–828.

- Ein Streifzug durch die Geschichte Estlands. Kentmann, Reval 1924.
- Der Charakter unserer heimischen Reformation. Estländische Verlagsgesellschaft, Reval 1925.

- (Hrsg.): Die ältesten Kämmereibücher der Stadt Reval 1363–1374 (= Publikationen aus dem Revaler Stadtarchiv, Bd. 3). Ühiselu, Reval 1927.
- (Mitautor): Grundriß einer Geschichte der baltischen Dichtung. Fernau, Leipzig 1928.
- Begründung und Ausbau der schwedischen Herrschaft  in Estland und Livland durch Gustav Adolf. In: Baltische Monatsschrift, Bd. 60 (1929), S. 325–335.
- Aus den Erinnerungen eines Revaler Justizbeamten an die Reform- und Russifizierungsära. In: Baltische Monatsschrift, Bd. 61 (1930), S. 439–477.
- Das Archivwesen in Estland. In: Zeitschrift für osteuropäische Geschichte, Bd. 5 (1931), S. 157–161.
- Der Revaler Verein für Kammermusik in Kriegs- und Nachkriegszeit. Reval 1931.
- (Hrsg.): Das Revaler Bürgerbuch 1409–1624 (= Publikationen aus dem Revaler Stadtarchiv, Bd. 6). Revaler Estnische Verlagsgesellschaft, Reval 1932.
- (Hrsg.): Das Revaler Bürgerbuch 1624–1690, nebst Fortsetzung bis 1910 (= Publikationen aus dem Revaler Stadtarchiv, Bd. 7). Revaler Estnische Verlagsgesellschaft, Reval 1933.
- Luthers persönliche Beziehungen zur Revaler Reformation. Reval 1933.
- Zur Geschichte des Revaler Stadtarchivs. In: Viiskümmend aastat teaduslikku tööd Tallinna Linnaarhiivis [Fünfzig Jahre wissenschaftlicher Arbeit im Revaler Stadtarchiv]. Reval 1933, S. 39–58.